# Zekeriya Güçlü
Zekeriya Güçlü (bulharsky Зекерие Гючлю (Zekerie Gjučlu)), (* 27. dubna 1972 v Razgradu, Bulharsko – 20. února 2010 v Istanbulu, Turecko) byl bulharský zápasník volnostylař tureckého národnosti, který imigroval do Turecka v roce 1989. Vyrůstal v bulharské Krivici nedaleko Razgradu. S volným stylem se seznámil ve 13 letech. První chvaty ho učil Ali Saliev. V roce 1989 v době uvolnění komunistického režimu imigroval s rodinou do Turecka a přijal turecké občanství. Připravoval se v Istanbulu pod vedením İsmaila Nizamoğlu (Abilova). V turecké seniorské reprezentaci se poprvé objevil v roce 1992 a do roku 1996 byl náhradníkem za Mahmuta Demira. V roce 1997 po odchodu Demira se stal krátce reprezentační jedničkou. V témže roce získal titul mistra světa, od roku 1998 ho však z pozice odsunul mladý Aydın Polatçı. Na olympijských hrách nikdy nestartoval. Sportovní kariéru ukončil v roce 2003. Věnoval se funkcionářské práci a podnikal. Před novým rokem 2010 ho postihl žlučníkový záchvat se silným zánětem, kterému po dvou měsících v nemocnici podlehl.